# Wouri
Il Wouri (anche conosciuto come Vouri o Vuri) è un fiume del Camerun sudoccidentale.
Ha origine dalla confluenza dei due rami sorgentizi Nkam e Makombé, circa 20 chilometri a nordovest della città di Yabassi; scorre successivamente con direzione mediamente sudoccidentale, sfociando con un piccolo estuario nel golfo di Guinea. Pochi chilometri a monte della sua foce, su entrambe le sue rive, sorge Douala, il maggior centro urbano del Camerun.
Il primo europeo che esplorò il fiume fu il portoghese Fernando Poo, che diede al fiume Wouri il nome di Rio dos Camarões (fiume dei gamberetti), a causa dell'estrema abbondanza, nelle acque del fiume, di gamberetti della specie Lepidophthalmus turnerana. Questo nome, nella forma spagnola che si affermò più tardi (camarones), è all'origine dell'attuale nome dello Stato del Camerun.
Lungo la costa del fiume Wouri vengono realizzate nel 2010 tre opere d'arte pubblica permanenti commissionate da doual'art per SUD-Salon Urbain de Douala: Face à l'eau di Salifou Lindou e il Giardino sonoro di Lucas Grandin a Bonamouti a Douala e Ghorfa #7 di Younès Rahmoun. Sempre nel 2010 e all'interno dello stesso evento, Bili Bidjocka realizza l'opera pubblica temporanea United sources of Douala, una serie di bandiere lungo il ponte sul fiume Wouri a Douala, e Aliette Cosset e Isabel Forner producono Come due gocce d'acqua, una video proiezione su parete d'acqua sul lungo fiume. Già nel 1991 doual'art organizza una jam session sul fiume Wouri a Douala.

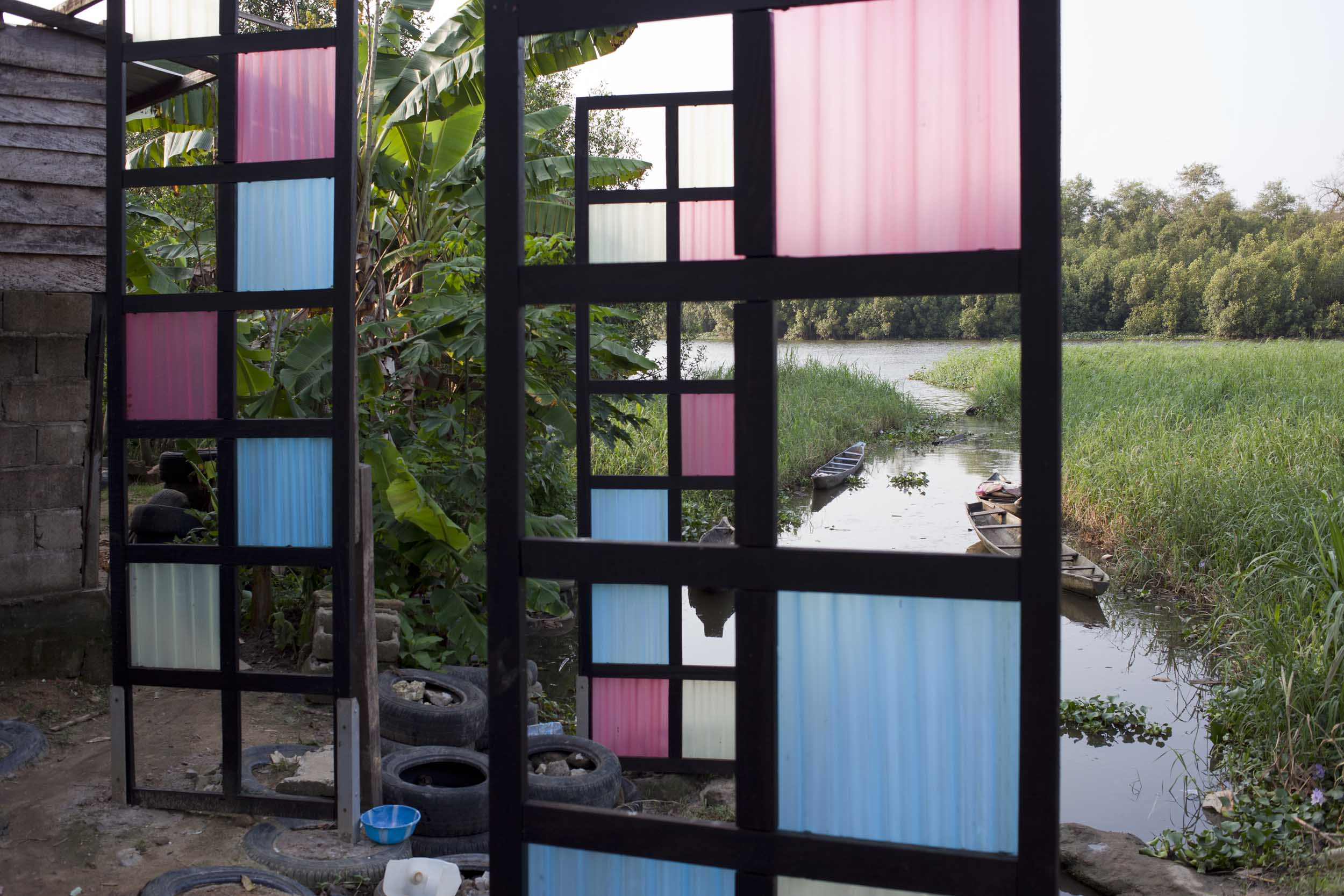
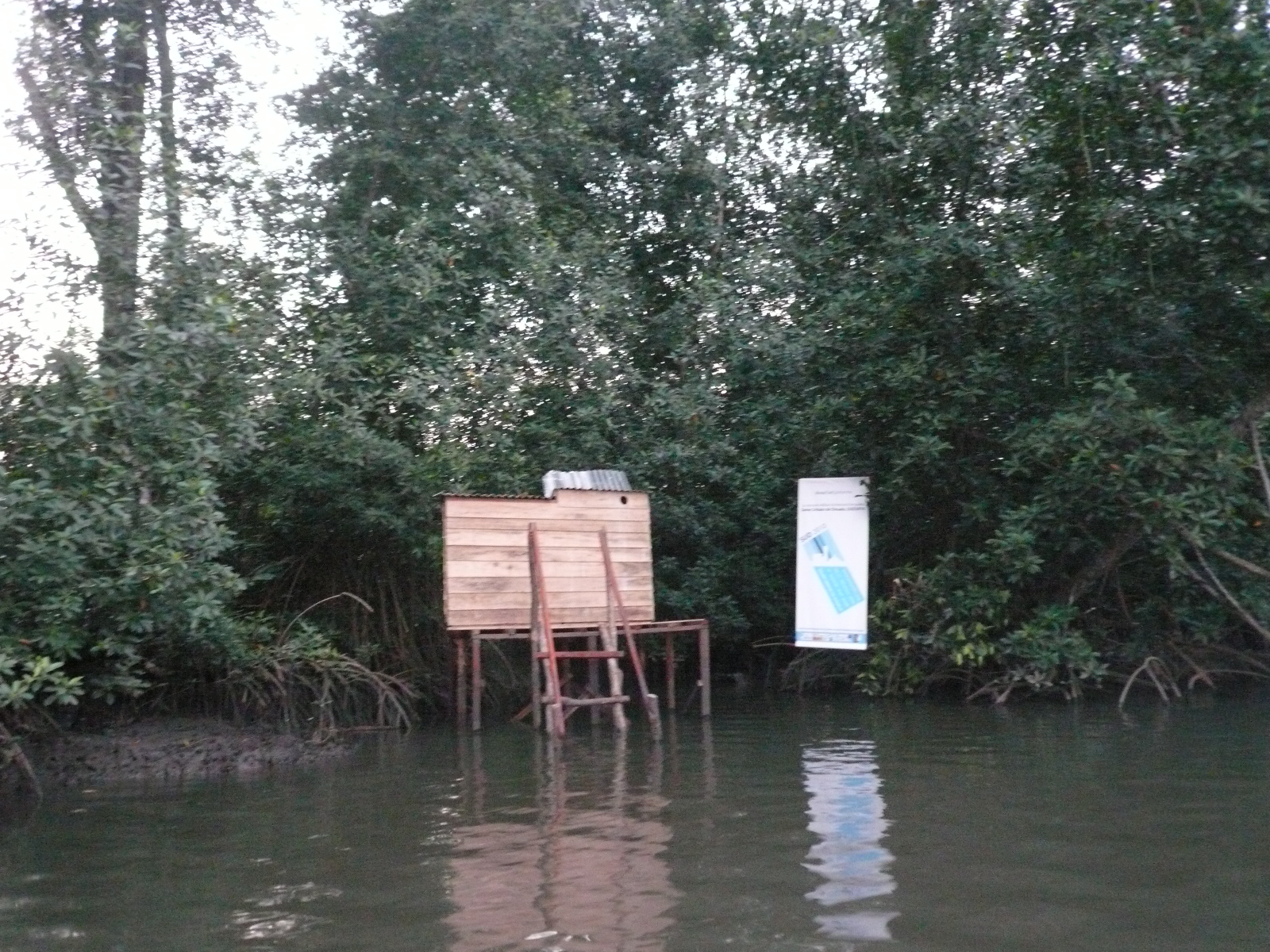